# High Anxiety
High Anxiety is een Amerikaanse filmkomedie uit 1977 onder regie van Mel Brooks.

## Verhaal
Richard Thorndyke is een psychiater met hoogtevrees. Hij wordt aangesteld als hoofd van een psychiatrische instelling in Los Angeles. Zijn voorganger is er in verdachte omstandigheden gestorven. Hij ontdekt geleidelijk dat alle patiënten en artsen iets te verbergen hebben. 

## Rolverdeling
| Acteur           | Personage            |
| ---------------- | -------------------- |
| Mel Brooks       | Richard H. Thorndyke |
| Madeline Kahn    | Victoria Brisbane    |
| Cloris Leachman  | Zuster Diesel        |
| Harvey Korman    | Dr. Charles Montague |
| Ron Carey        | Brophy               |
| Howard Morris    | Professor Lilloman   |
| Dick Van Patten  | Dr. Wentworth        |
| Jack Riley       | Receptionist         |
| Charlie Callas   | Cocker Spaniel       |
| Ron Clark        | Zachary Cartwright   |
| Rudy De Luca     | Moordenaar           |
| Barry Levinson   | Piccolo              |
| Lee Delano       | Norton               |
| Richard Stahl    | Dr. Baxter           |
| Darrell Zwerling | Dr. Eckhardt         |